# Rob Schroeder
 Rob Schroeder  va ser un pilot de curses automobilístiques estatunidenc nascut l'11 de maig del 1926 a Medina, Wisconsin que va arribar a disputar curses de Fórmula 1.
Va morir el 3 de desembre del 2011, a Dallas], Texas.

## A la F1
Rob Schroeder va debutar a la vuitena cursa de la temporada 1962 (la tretzena temporada de la història) del campionat del món de la Fórmula 1, disputant el 7 d'octubre del 1962 el GP dels Estats Units al circuit de Watkins Glen.
Va participar en una única prova puntuable pel campionat de la F1, aconseguint finalitzar la cursa en desena posició però no assolí cap punt pel campionat del món de pilots.

## Resultats a la Fórmula 1
| Any  | Equip      | Xassís | Motor  | 1   | 2   | 3   | 4   | 5   | 6   | 7   | 8      | 9   | 10 | Posició | Punts |
| ---- | ---------- | ------ | ------ | --- | --- | --- | --- | --- | --- | --- | ------ | --- | -- | ------- | ----- |
| 1962 | John Mecom | Lotus  | Climax | HOL | MON | BEL | FRA | GBR | ALE | ITA | USA 10 | SUD |    | -       | 0     |

### Resum
| Curses: | Victòries: | Pòdiums: | Poles: | Voltes ràpides: | Punts: |
| ------- | ---------- | -------- | ------ | --------------- | ------ |
| 1       | 0          | 0        | 0      | 0               | 0      |